# Gaboltov
Gaboltov es un municipio del distrito de Bardejov en la región de Prešov, Eslovaquia, con una población estimada a final del año 2024 de 528 habitantes.
Se encuentra ubicado en el centro-norte de la región, cerca del río Topľa (cuenca hidrográfica del río Tisza) y de la frontera con Polonia.

## Demografía
| Año        | 1994 | 2004     | 2014    | 2024    |
| ---------- | ---- | -------- | ------- | ------- |
| Población  | 465  | 520      | 510     | 528     |
| Diferencia |      | +11,82 % | −1,92 % | +3,52 % |

| Año        | 2023 | 2024    |
| ---------- | ---- | ------- |
| Población  | 523  | 528     |
| Diferencia |      | +0,95 % |